# اتحاد شمال بورنيو

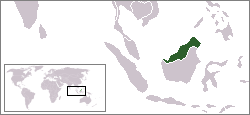
إقليم الاتحاد المقترح.

اتحاد شمال بورنيو والمعروف أيضا باسم شمال كاليمانتان أو نيجارا كيساتوان كاليمانتان اوتارا، وفي اللغة الملايوية تسمى دولة شمال كاليمانتان المركزية. هو كيان سياسي مقترح يتكون من المستعمرات البريطانية: ساراواك، وشمال بورنيو البريطانية المعروفة الآن باسم ولاية صباح في ماليزيا وبروناي.

## التاريخ
في عام 1956 أعلنت حكومات ساراواك وشمال بورنيو وولاية بروناي أنها ستتخلى عن الدولار الماليزي وتقوم بإنشاء عملة مشتركة خاصة بها، ولكنها لم تستطع من إتمام مهمتها.
اقترح رئيس حزب الشعب في بروناي أ. أ. أزهري فكرة إنشاء كيان سياسي اسمه كاليمنتان الشمالية، والتي أقامت صلات مع الحركة الوطنية لسوكارنو، ومع أحمد الزيدي في جاوة وذلك في أربعينيات القرن العشرين. دُعمت الفكرة لتوحيد جميع أراضي بورنيو تحت الحكم البريطاني لتشكيل دولة شمال كاليمانتان ذات التوجه اليساري المستقل. فضل أزهري شخصيًا استقلال بروناي ودمجها مع شمال بورنيو البريطاني وساراواك لتشكيل الاتحاد مع سلطان بروناي كملك دستوري.
كان حزب بروني الشعبي يؤيد الانضمام إلى ماليزيا بشرط أن تكون الأراضي الثلاثة الموحد لشمال بورنيو مع سلطانه الخاص، وبالتالي كان قويًا بما يكفي لمقاومة الهيمنة من جانب مالايا وسنغافورة والمديرين الماليزيين أو التجار الصينيين.
اعتُبر اقتراح إنشاء بورنيو الشمالي أو كاليمانتان أوتارا بديلًا لما بعد إنهاء الاستعمار من جانب المعارضة المحلية ضد خطة ماليزيا. استندت المعارضة المحلية في جميع أنحاء أراضي بورنيو إلى الاختلافات الاقتصادية والسياسية والتاريخية والثقافية بين ولايتي بورنيو ومالايا، فضلاً عن رفض الخضوع لهيمنة سياسية شبه رسمية. كان ينظر إلى الانضمام لتشكيل ماليزيا كشكل جديد من أشكال الاستعمار تحت حكم مالايا.
كان المفهوم الأساسي وراء تشكيل اتحاد بورنيو البريطاني يعتمد جزئيًا على اتحاد رودسيا ونياسالاند في جنوب أفريقيا. بعد هزيمة الثوار في ثورة بروناي خمدت فكرة اتحاد شمال بورنيو. لو تم تشكيل الاتحاد لربما تم اختيار العاصمة من بين: كوتشينغ عاصمة ساراواك ، أو جيسيلتون كوتا كينابالو الحالية عاصمة ولاية صباح، أو بندر بروناي حاليًا بندر سيري بيغاوان عاصمة بروناي والعاصمة التاريخية للمنطقة.
لطالما عارضت سلطنة بروناي مثل هذا الاتحاد. عندما اقترح هذا الاتحاد لأول مرة خلال الستينات من القرن الماضي كان سلطان بروناي يفضل الانضمام إلى ماليزيا، إلا أن الخلافات بشأن طبيعة هذا الاتحاد والنزاعات حول عائدات النفط أوقفت نشوء الاتحاد.

## السياسة المعاصرة
لا تزال هناك أصوات تفضّل إنشاء مثل هذه الدولة المستقلة، والرغبة في الانفصال عن بقية ماليزيا. هذه الجماعات التي تنادي بهذا الاتحاد ترى أن اتحاد ماليزيا غير عادل لشعب بورنيو ولا سيما صباح، حيث تذهب أغلبية ثروة المنطقة إلى الحكومة الفيدرالية الماليزية. فقط حوالي 5٪ من عائدات النفط في المنطقة تذهب إلى حكومة ولاية صباح وساراواك. الحكومة الفيدرالية تأخذ 15٪ من العوائد بينما ما نسبته 80٪ الأخرى تذهب إلى بتروناس.
عادة ما تتركز السياسة الماليزية في شبه الجزيرة الماليزية، ويرى المنتقدون أن الاتحاد يهمل احتياجات الماليزيين الشرقيين. حاولت بعض أحزاب المعارضة في الجمعية التشريعية لولاية ساراواك تعزيز اتحاد شمال بورنيو، وقد رفضت مناقشة المسألة في الجمعية بسبب حساسيتها من قبل ائتلاف الأحزاب الحاكمة في ساراواك، وبالتحديد حزب باريسان الوطني بقيادة عبد الطيب محمود.
شهدت الانتخابات العامة الماليزية عام 2008 وعام 2013 تصويت سكان كل من ولايات شرق ماليزيا لتحالف باريسان القومي الحاكم على رأس السلطة، والذي فقد التأييد في معاقلها التقليدي في شبه الجزيرة الماليزية. شهد هذا زيادة في التطور في الولايتين.